# Fyn (dokumentarfilm)
Fyn er en dansk dokumentarfilm fra 1943.

## Handling
Blomstrende frugtplantage - Det fynske landskab - Bindingsværksgårde - Høst - Odinstårnet - Odense - Nyborg - Kerteminde - Ladbyskibet - Bogense - Middelfart - Lillebæltsbroen - Assens - Fåborg - Svendborg - Fynske herregårde - Tåsinge - Ærø - Langeland.